# Euro Hockey League
Euro Hockey League je europsko klupsko natjecanje u hokeju na travi. Osnovano je 2007., zamijenivši dotadašnji Europski klupski kup prvaka (eng. EuroHockey Club Champions Cup). Natjecanje organizira Europska hokejska federacija (eng. European Hockey Federation), a u njemu sudjeluje dvadesetak klubova.

## Pobjednici i finalisti (nepotpuni)
| sezona    | pobjednik                   | finalist                             |
| --------- | --------------------------- | ------------------------------------ |
| 2007./08. | Uhlenhorster HC (Hamburg)   | HGC Wassenaar                        |
| 2008./09. | HC Bloemendaal              | Uhlenhorster HC (Hamburg)            |
| 2009./10. | Uhlenhorster HC (Hamburg)   | HC Rotterdam                         |
| 2010./11. | HGC Wassenaar               | Club de Campo Madrid                 |
| 2011./12. | Uhlenhorster HC (Hamburg)   | Amsterdam H&BC                       |
| 2012./13. | HC Bloemendaal              | KHC Dragons (Antwerpen - Brasschaat) |
| 2013./14. | Harvestehuder THC (Hamburg) | Oranje Zwart (Eindhoven)             |
| 2014./15. | Oranje Zwart (Eindhoven)    | Uhlenhorster HC (Hamburg)            |
| 2015./16. | SV Kampong (Utrecht)        | Amsterdam H&BC                       |

## Poveznice
- ehlhockey.tv Službene stranice
- eurohockey.org